# 間打巴利
間打巴利（英語：Electoral district of Canterbury），又譯間打巴厘、堅打比厘，是澳洲新南威爾斯州雪梨大西區的一個市區，位於雪梨商業中心區西南10.5（6.5英里）處，間打巴利及班士廳市地方政府行政區內。
前間打巴利市因該市區而得名，但其行政中心位於相鄰的金匙市區，後者亦為大型商業中心。

## 學校
- 間打巴利男子中學（英语：Canterbury Boys' High School）
- 間打巴利女子中學
- 間打巴利公立學校
- 間打巴利南公立學校

## 教堂
- 聖公會聖保羅堂，位於教堂街33號[5]

## 圖集

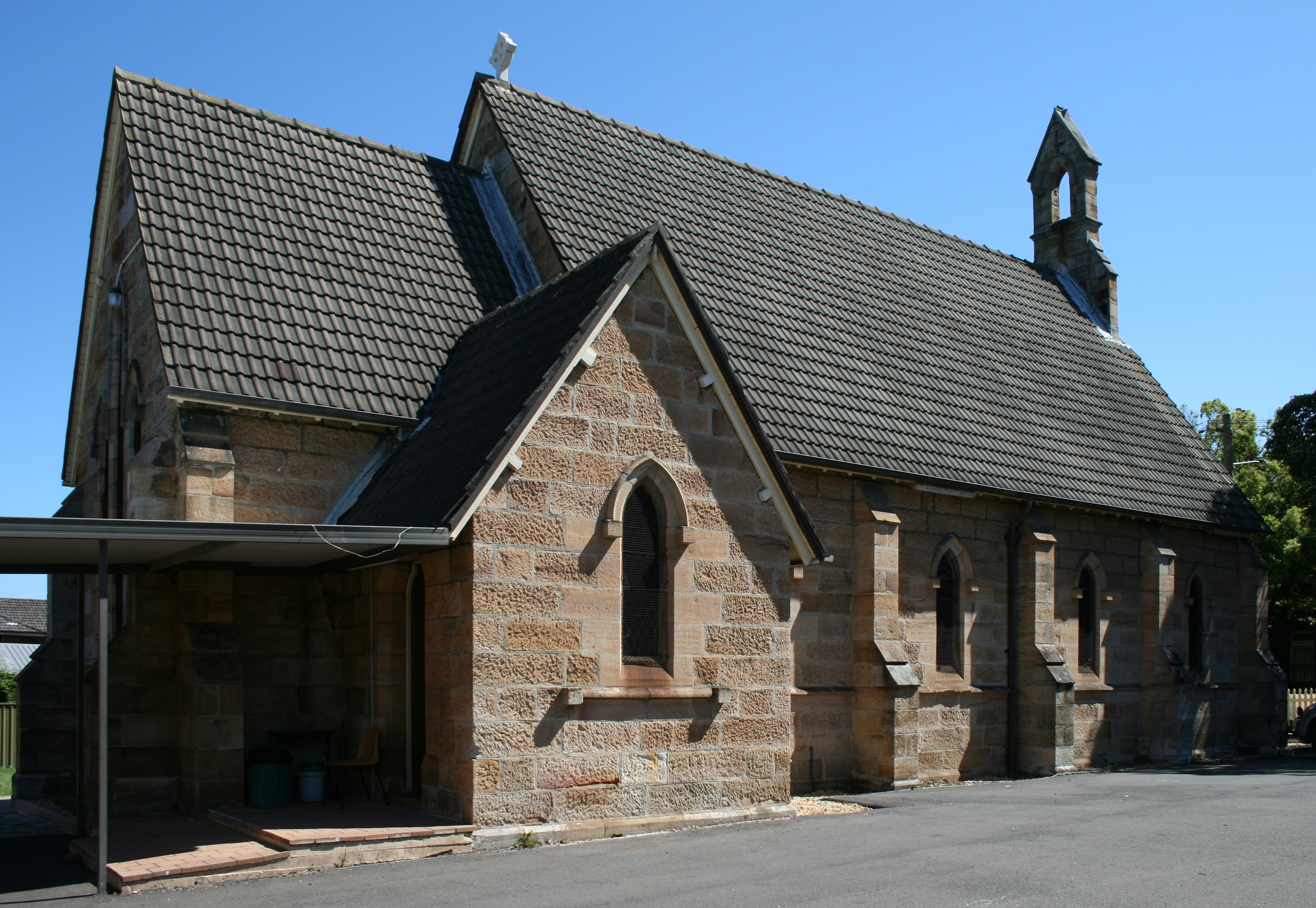
聖公會聖保羅堂
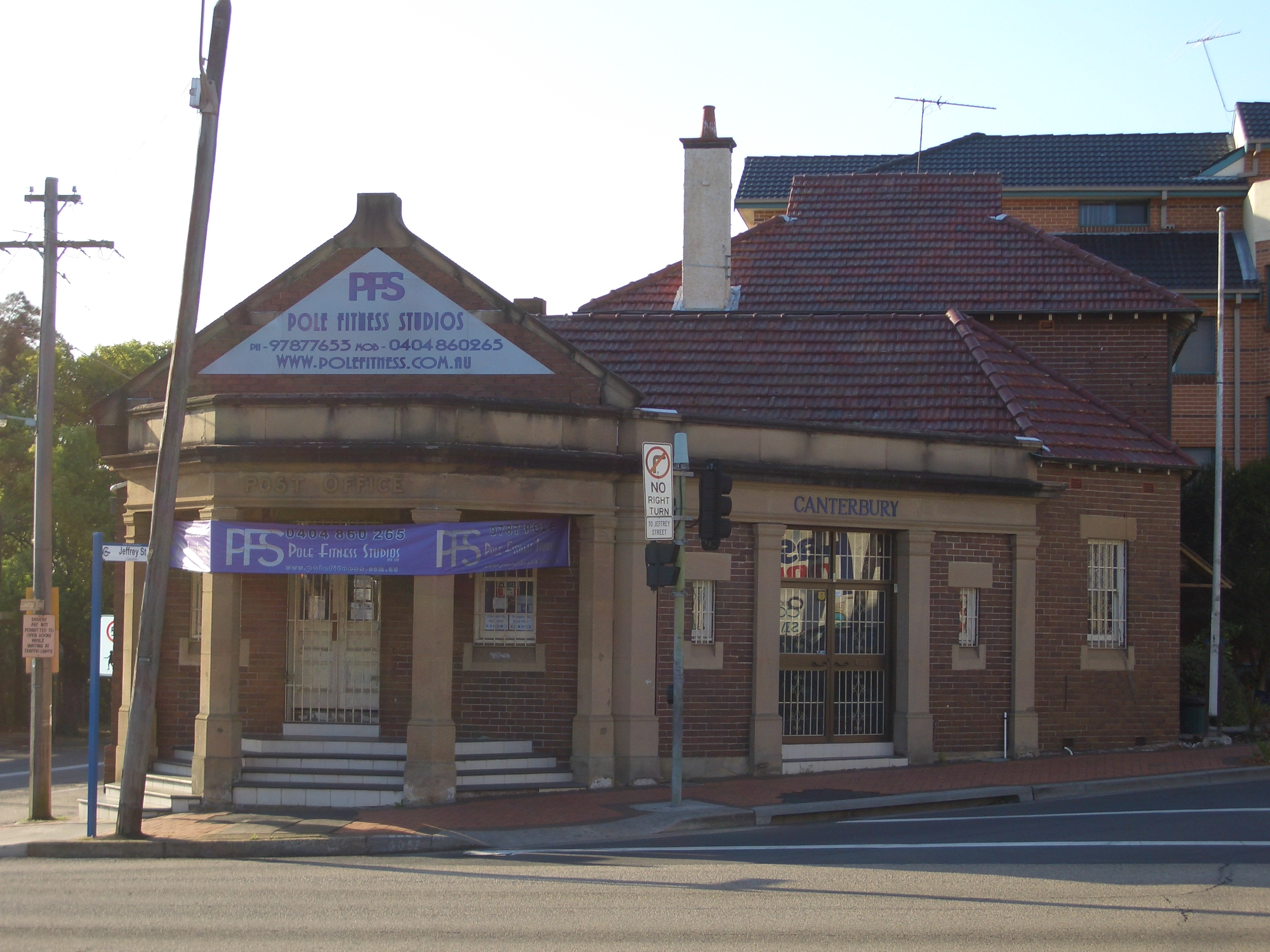
間打巴利信館舊址
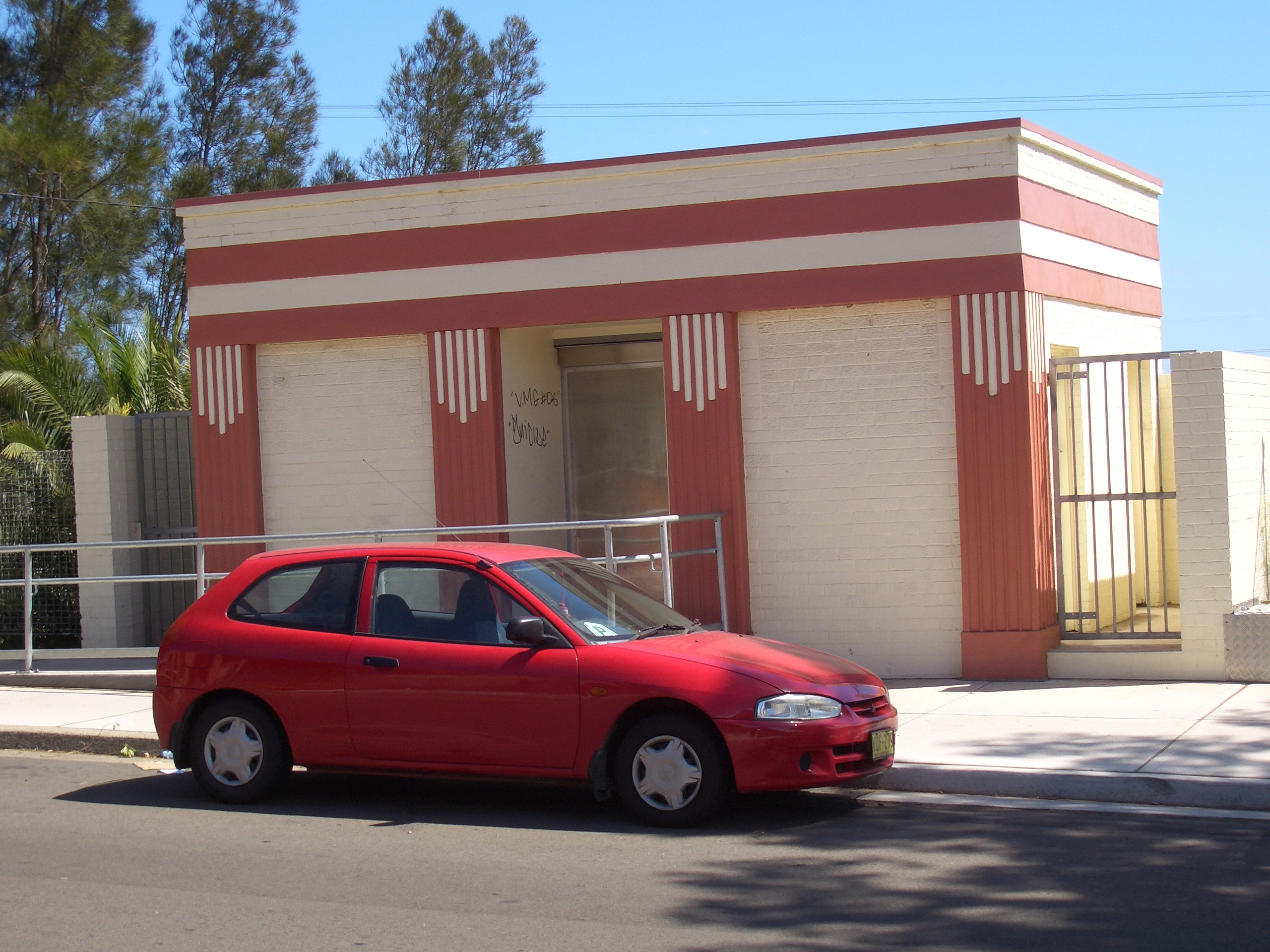
康樂設施
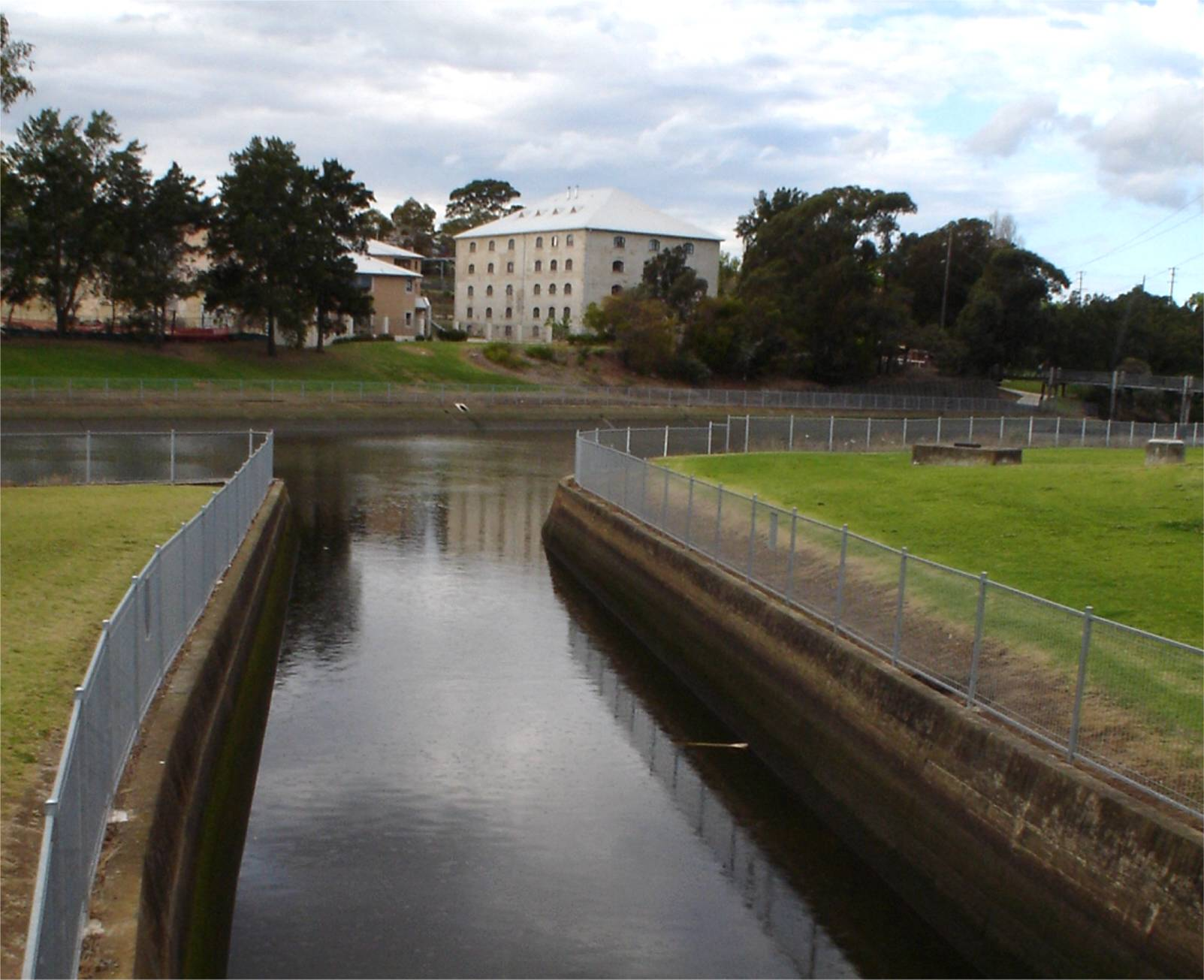
小溪流入曲士河（英语：Cooks River）